# I. Theodórosz pápa
I. Theodórosz (latinul: Theodorus), (607/612 – 649. május 14.) volt a 73. pápa, aki uralkodhatott a keresztény egyház felett 642. november 24-től. Szigorú orthodoxia, fanatikus vallásosság jellemezte. Ebből kifolyólag jelentős küzdelmet folytatott a monothelétizmussal. Jóságos, egyházépítő pontifexként ismerték kortársai.

## Élete
A legtöbb forrás arra utal, hogy Theodórosz szülőföldje a mai Közel-Keleten van. Görög származását nem vitatják, azonban egyesek szerint valahol Palesztina földjén látta meg a napvilágot, mások Jeruzsálemet nevezik szülővárosának. Apját szintén Theodórosznak hívták és püspökként szolgálta az Urat. Gyermekkorától kezdve szigorú vallásos neveltetésben részesült, és amikor a keleti provinciákat az arab seregek dúlták fel, Theodórosz a békés Rómába menekült családjával. A longobárdok uralma alatt álló vallási központban hamarosan vezető diakónus lett, majd IV. János pápa bíborosnak szentelte fel 640-ben.
Elődjének halála után a zsinat őt választotta meg pápának, és a ravennai exarcha nemsokára megerősítette tisztségében. Így 642. november 24-én Róma püspökének szentelték fel. Legfőbb feladatának a monotheletizmus elleni küzdelmet tartotta. Ennek az eretnek hitnek a központja Konstantinápoly volt, így Theodórosz levelet írt II. Kónsztasz császár udvarába, amelyben azt írta az uralkodónak, hogy nem tudja elfogadni II. Pált Konstantinápoly pátriárkájának, mivel elődjét, Pürrhoszt jogtalanul fosztotta meg hivatalától. Emellett monotheletizmussal is vádolta a pátriárkát. Levelében arra kérte a császárt, hogy utasítsa el az Ecthesist, amelyet Hérakleiosz császár adott ki, és a monotheletizmus egyik alapművének számított.
Theodórosz a konstantinápolyi klérusnak is üzent, amelyben azt kérte tőlük, hogy ha már el kell fogadnia II. Pál pátriárka hivatalát, legalább simítsák el Pürrhosz után a hivatalos iratokat. Erélyes levelében támadta a klérus monotheletizmusát is. A pápai üzenetek azonban Bizánc fővárosában nem sok eredménnyel jártak. Annál nagyobb izgalmat váltott ki a keresztény világ más tájain. Így Ciprus, Palesztina és Afrika egyházi vezetői hitesküt tettek, hogy egyedül a római pápa tanítását fogadják el, és egyházmegyéikben harcolni fognak az eretnek tanok ellen. 645-ben még az elűzött Pürrhosz pátriárka is visszavonta monotheletista nézeteit, azonban pár év múlva mégis az eretnek tanokhoz tért vissza, így végül 648-ban Theodorius kiközösítette.
Időközben Itália a lombard uralom alatt békében fejlődött. A pápának még mindig sok dolga akadt a szegények támogatása terén, és Theodorius igyekezett is eleget tenni kötelességének. Rothari király népének írásba foglalt törvényeket adott, amelynek végső formájába a germán elemek mellett a pápa közbenjárására sok keresztény fejezet is bekerült. Az afrikai püspökök szorgalmazására ismét megpróbálta elmozdítani hivatalából Pál pátriárkát. Pál nem akarta megtagadni nézeteit, így 649-ben a pápa kiátkozta őt az egyházból. Válaszul a dühös pátriárka leromboltatta Placidia palotájában a római oltárt, és száműzte vagy más források szerint börtönbe vetette a pápai nunciust.
A heves főpap mégis igyekezett megtalálni a közös hangot Theodoriusszal, és rávette a császárt, hogy adja ki a Tüposzt. II. Kónsztasz Tüposza elítélte az Ecthesist, és elrendelte, hogy a jövőben többé ne essék szó Jézus egy- vagy kétlényegűségéről, a krisztológiai vitákról. A Tüposzt az egész nyugati világ elutasította, de valószínűleg Konstantin művét már Theodórosz nem olvashatta. 649. május 14-én halt meg. A Szent Péter-bazilikában helyezték örök nyugalomra.

## Művei
- Documenta Catholica Omnia (latin nyelven). (Hozzáférés: 2011. december 6.)